# Linoleum – Das All und all das
Linoleum – Das All und all das (Originaltitel Linoleum) ist ein US-amerikanischer Spielfilm von Colin West mit Jim Gaffigan und Rhea Seehorn. Premiere war am 12. März 2022 am South-by-Southwest-Festival (SXSW). In den USA kam der Film am 24. Februar 2023 in die Kinos, in Deutschland war der Kinostart am 15. Februar 2024.

## Handlung
Cameron Edwin moderiert seit Jahren die wenig erfolgreiche wissenschaftliche Kinderfernsehsendung Above & Beyond. Seit der Kindheit träumt er davon, Astronaut zu werden. Nachdem ein Teil einer Rakete in seinen Garten stürzt, plant er in seiner Garage seine eigene Rakete zu bauen.
Darunter leidet die Beziehung zu seiner Frau Erin und seiner Tochter Nora. Seine Frau glaubt zunächst, dass er sich in einer Midlife-Crisis befindet, die Ehe droht zu scheitern. Parallel dazu zieht mit Kent Armstrong ein Doppelgänger von Cameron in das Haus nebenan ein, der wie die bessere Version von Cameron erscheint.

## Besetzung und Synchronisation
Die deutschsprachige Synchronisation übernahm die HNYWOOD GmbH. Dialogregie führte Antonio F. Lopes, der auch das Dialogbuch schrieb.
| Rolle                          | Darsteller             | Synchronsprecher     |
| ------------------------------ | ---------------------- | -------------------- |
| Cameron Edwin / Kent Armstrong | Jim Gaffigan           | Peter Flechtner      |
| Darcy                          | West Duchovny          | Christiane Werk      |
| Dr. Alvin                      | Tony Shalhoub          | Michael Hiller       |
| Erin Edwin                     | Rhea Seehorn           | Simona Pahl          |
| Francoise                      | Elliot Frances ElFlynn | Lucia Patricia Bayer |
| Linda                          | Amy Hargreaves         | Angela Hasak         |
| Mac                            | Roger Hendricks Simon  | Raik Singer          |
| Marc Armstrong                 | Gabriel Rush           | Kai Schulz           |
| Mr. Fuller                     | Jay Walker             | Matthias Hoff        |
| mysteriöse Frau / Erin Edwin   | Elisabeth Henry        | Dorothea Anzinger    |
| Nora Edwin                     | Katelyn Nacon Carlotta | Josefine Pahl        |
| Shonda                         | Lynda Suarez           | Sabine Lorenz        |
| Tony                           | Michael Ian Black      | Nils Weyland         |
| Pater Thomas                   |                        | Antonio F. Lopes     |

## Produktion und Hintergrund
Produziert wurde der Film von Brain Scratch Productions und Sub_Sequential Pictures, als Produzenten fungierten Chadd Harbold, Dennis Masel und Chad Simpson. Den Vertrieb übernahm in Deutschland die Camino Film. Die Dreharbeiten endeten im November 2020 in New York.
Die Kamera führte Ed Wu, die Musik schrieb Mark Hadley, die Montage verantwortete Keara Burton und das Casting Jessica Sherman. Das Set-Design gestaltete Mollie Wartelle und das Kostümdesign July Rose White.

## Rezeption
Von den 76 bei Rotten Tomatoes aufgeführten Kritiken waren am 16. Dezember 2023 82 Prozent positiv bei einer durchschnittlichen Bewertung der 16 Top Critic Reviews von 7,8 der 10 möglichen Punkte. Bei Metacritic erhielt der Film am 16. Dezember 2023 einen Metascore von 80 von 100 möglichen Punkten, der auf 20 Rezensionen basierte.
Angie Han befand auf Hollywoodreporter.com, dass Colin West ein souveränes Gespür für den Ton des Films beweise, indem er Melancholie, Verträumtheit und ironischen Humor schichte, ohne sich zu sehr auf eines davon zu konzentrieren. Die Entscheidungen des Films folgten eher einer lockeren emotionalen als einer wasserdichten rationalen Logik.
Joe Leydon schrieb auf variety.com, dass Colin West auf Einflüsse von Filmen wie Donnie Darko (2001), Jacob’s Ladder – In der Gewalt des Jenseits (1990) sowie Dad (1989) zurückgreife. Gesamterzählung und Farbpalette der Kamera würden zunehmend dunkler, während der Film zu dem Moment übergehe, in dem West beginne, den Boden unter den Füßen wegzuziehen. Am Ende rechtfertige er so ziemlich alles, was in den ersten zwei Dritteln seines Films abstoßend oder aufdringlich wirken könnte.
Phil Hoad vergab im Guardian drei von fünf Sternen. Trotz eines stark eigenwilligen Anfangs tendiere die metaphysische Handlung ins Formelhafte.
Jörg Brandes bewertete den Film auf filmstarts.de mit vier von fünf Sternen. Der Film sei mehr als nur ein typisches US-Independent-Drama. Colin West erzähle seine hübsch versponnene Story ruhig, angereichert mit Thriller-, Mystery- und Science-Fiction-Motiven. Und am Ende dürfte kaum ein Auge trocken bleiben.
Oliver Armknecht vergab auf film-rezensionen.de acht von zehn Punkten. Trotz der vielen kuriosen Momente sei die Tragikomödie dabei sehr menschlich und irdisch, gerade auch, wenn am Ende die Puzzleteile zusammenkommen und einem das Herz dabei überlaufen darf.